# Fuentelahiguera de Albatages (kommun)
Fuentelahiguera de Albatages är en kommun i Spanien.   Den ligger i provinsen Provincia de Guadalajara och regionen Kastilien-La Mancha, i den centrala delen av landet, 50 km nordost om huvudstaden Madrid. Antalet invånare är 129.